# Jim Wearne
Jim Wearne (Saint Louis, 1950) è un cantante e scrittore britannico-statunitense in lingua inglese e in lingua cornica.

## Biografia
Nato negli USA, a St. Louis nel Missouri, è però cresciuto nella zona di Chicago. I suoi precoci interessi per la musica e il teatro gli crearono il desiderio di diventare un artista da palcoscenico. Imparò a suonare la chitarra in giovane età, e suonò soprattutto musica folk nell'ambito locale. Studiò teatro alla Southern Illinois University, dove ottenne il relativo Bachelor of Science nel 1972. La sua carriera lavorativa ha compreso svariate occupazioni, tra le quali quella di operatore dietro le Quinte, rappresentante di commercio, coordinatore di incontri, venditore al dettaglio, istruttore. Ma la sua vocazione è sempre stata la musica.
Le sue ricerche nei campi della musica folk e della genealogia lo hanno portato all'interesse per tutto quanto riguardi la Cornovaglia, in particolare la sua musica. Da allora ha scritto molte canzoni relative ad argomenti cornovagliesi; che canta, insieme ad altro materiale tradizionale della Cornovaglia, in alcuni festival in giro per gli Stati Uniti, e inoltre in Cornovaglia. I suoi interessi per la Cornovaglia lo hanno portato ad appoggiare il movimento per il riconoscimento alla Cornovaglia della qualifica di nazione all'interno del Regno Unito. La sua canzone This isn't England include la frase This isn't England, you stupid twit! (Questa non è Inghilterra, stupido!).
Egli è una delle uniche due persone conosciute che eseguono musica della Cornovaglia negli Stati Uniti (l'altra è Marion Howard dello Wisconsin). Le recensioni della sua attività in riviste quali Cornish World o Dirty Linen lo apprezzano in quanto egli presenta la musica, la gente e la cultura della Cornovaglia all'America, dove se ne sa poco.
Nella primavera del 2002, presso il castello di Pendennis a Falmouth (Cornovaglia) (in cornico Aberfal), è stato nominato Bardo del Gorsedd (associazione letteraria) della Cornovaglia, dove ha scelto lo pseudonimo bardico di Canor Gwanethyr (Il cantante della Prateria) per il servizio reso in favore della musica cornovagliese in America.

## Opere

### Musica
- Here and There, ASIN: B001DGSDYU, 22 luglio 2008
- So Low, ASIN: B000QOS24Q
- Kowetha, ASIN: B000LPR9O4, 16 novembre 2006
- Howl Lowen
- Me and Cousin Jack

### Letteratura
- Basic Homebrewing: Storey Country Wisdom Bulletin A-144, Storey Publications, 1995, ISBN 0-88266-349-6
- The Adventure of the Old Campaigners (Novel), Mr. Bear Ent./BookBaby, 2011, ISBN 978-1-61792-584-9
- Out of Tune. Lyrics of the Songs of Jim Wearne, Independently Published, 2023, ISBN 979-8-38757-512-9